# Rejon kajbicki
Rejon kajbicki (ros. Кайбицкий район, tatar. Qaybıç rayonı, Кайбыч районы) - rejon w należącej do Rosji autonomicznej republice Tatarstanu.
Rejon leży w północno-wschodniej części kraju i ma powierzchnię 995,4 km²; zamieszkuje go 14 046 osób (2018).
Ośrodkiem administracyjnym rejonu jest wieś Bolszyje Kajbicy (ros.Большие Кайбицы; tatar. Olı Qaybıç, Олы Кайбыч). Na terenie tej jednostki podziału terytorialnego znajduje się 60 wsi.
Rejon powstał 14 sierpnia 1927 r. W czasach Rosji carskiej w pierwszych latach po rewolucji październikowej obszar ten stanowił część ujezdów łaiszewskiego i kazańskiego guberni kazańskiej (do 1920) w obrębie Tatarskiej Autonomicznej Socjalistycznej Republiki Radzieckiej.